# Kocbekov dom
Le Kocbekov dom (Kocbekov dom na Korošici) est un refuge situé en Slovénie dans les Alpes kamniques.
Il est en bordure occidentale d'un vaste alpage, nommé Korošica, au pied du versant sud de l'Ojstrica, au départ de la voie normale. La première construction du refuge date de 1876. Il fut par la suite nommé d'après Fran Kocbek (1863-1930), un des pionniers de la découverte du massif.
En octobre 2017, à la suite d'un incendie, le refuge Kocbekov dom est entièrement détruit.

## Activités
Le refuge est à un croisement important de chemins de randonnée, et ne manque à aucune traversée. Outre trois options à l'Ojstrica, les sommets alentour sont la Lučka Baba, le Planjava, et l'ensemble du Veliki vrh (2 114 m), ainsi que les ensembles de Veža et du Vežica qui sont sillonnés de chemins. Vers l'est, un chemin mène à l'alpage de Molička et à la chapelle dédiée à Cyrille et Méthode. Les grimpeurs ont le Lučki Dedec à portée de main, ainsi que les parois verticales des Vršiči et du Vežica sur la rive gauche de la vallée de Kamniška Bela (bras nord-est). Grâce à une structure géomorphologique favorable, la recherche spéléologique est très active aux environs du refuge, surtout dans l'ensemble de Veža. Le ski de randonnée et le ski de montagne sont à l'honneur en hiver, tout l'ensemble de Veža vers le sud-est et le versant sud de Vežica offrant d'amples terrains de jeu, de hautes balises facilitant l'orientation. Le versant sud-ouest de l'Ojstrica et le versant sud de la Lučka Baba sont régulièrement skiés. En hiver, en s’adressant à la ferme Planinšek (ensemble de Veža), il est possible de passer un accord quant à l'utilisation non gérée de l'étage dortoir du refuge, et non seulement de la chambre d'hiver qui est ouverte en permanence, en période non gérée.

## Accès
Le col Prag (« le seuil ») permet l'accès sud au bassin et alpage de Korošica. Prag est joignable depuis le sud, soit depuis le col Presedlaj, soit le long de la vallée de la Lučka Bela. L'accès est se fait au départ de la vallée de Robanov kot (nord-est), en passant par le petit alpage de Molička avant d'atteindre le bassin de Korošica au col Sedelce. Sedelce est aussi le col où arrivent les chemins sud-est, venant du bourg de Luče et traversant l'ensemble de Veža. Au nord-ouest du refuge, la brèche Škarje permet le passage depuis la vallée septentrionale de Logarska dolina, en partant du refuge à Klemenča jama. À l'ouest, le chemin traversant le versant sud du Planjava permet l'accès depuis le col Kamnique et son refuge. L'accès sud-ouest par la vallée de Kamniška Bela (bras nord-est) est un chemin de chasseur, à orientation non aisée.

### Sources
- Tine Mihelič et Rudi Zaman, Slovenske stene, Radovljica, Didakta, 2003 (ISBN 961-6463-47-0). -guide d'alpinisme et livre reconnu, couvrant les parois slovènes.
- Vladimir Habjan, Jože Drab... et al., Kamniško-Savinjske Alpe : planinski vodnik, Ljubljana, Planinska zveza Slovenije, 2004 (ISBN 961-6156-52-7). -guide de randonnée alpine pour les Alpes kamniques (Club alpin slovène).
- PzS (N° 266), GzS, Grintovci - 1 : 25 000, Ljubljana, 2005. -carte du Club alpin slovène.
- (sl) Tone Golnar, Silvo Babič, Plezalni vodnik Repov kot, Kamniška Bela, Planinska zveza Slovenije, Ljubljana, 1993. -guide d'alpinisme pour les vaux Repov kot et Kamniška Bela (Club alpin).
- Silvo Babič, Tone Golnar, et al., Plezalni vodnik Robanov kot, Ljubljana, Planinska zveza Slovenije, 2002 (ISBN 961-6156-35-7). -guide d'alpinisme pour la vallée de Robanov kot et alentours.